# Fitzwilliam Museum

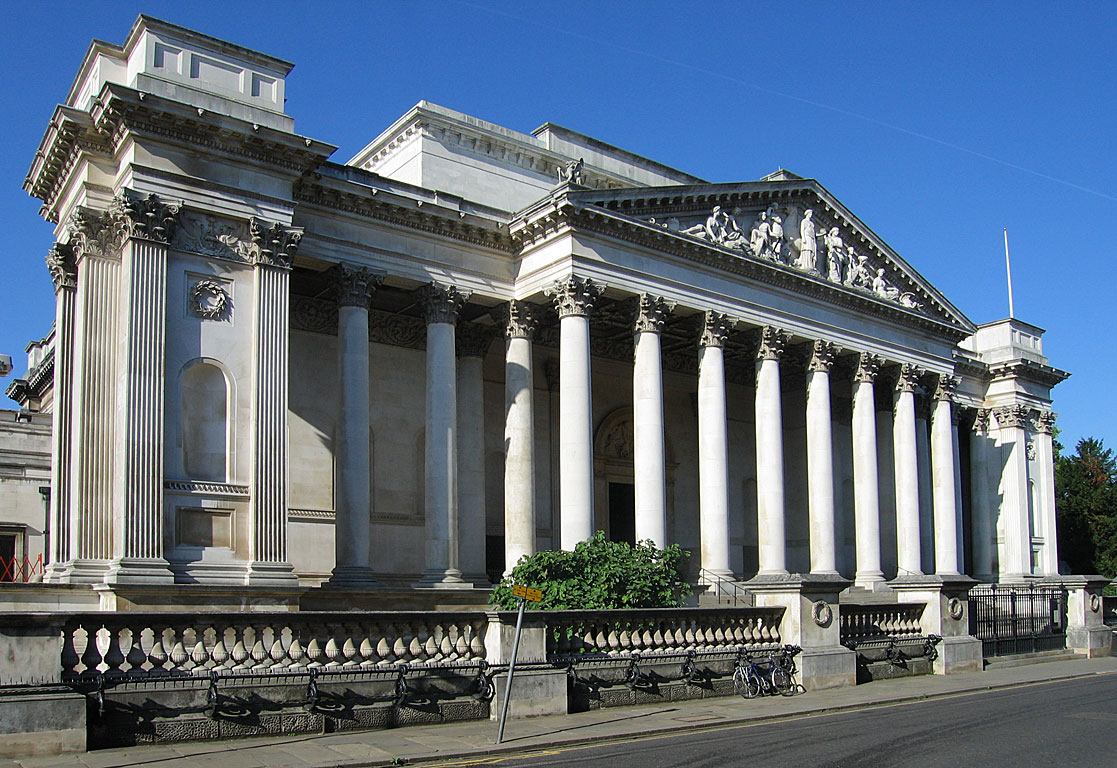
Het Fitzwilliam-Museum

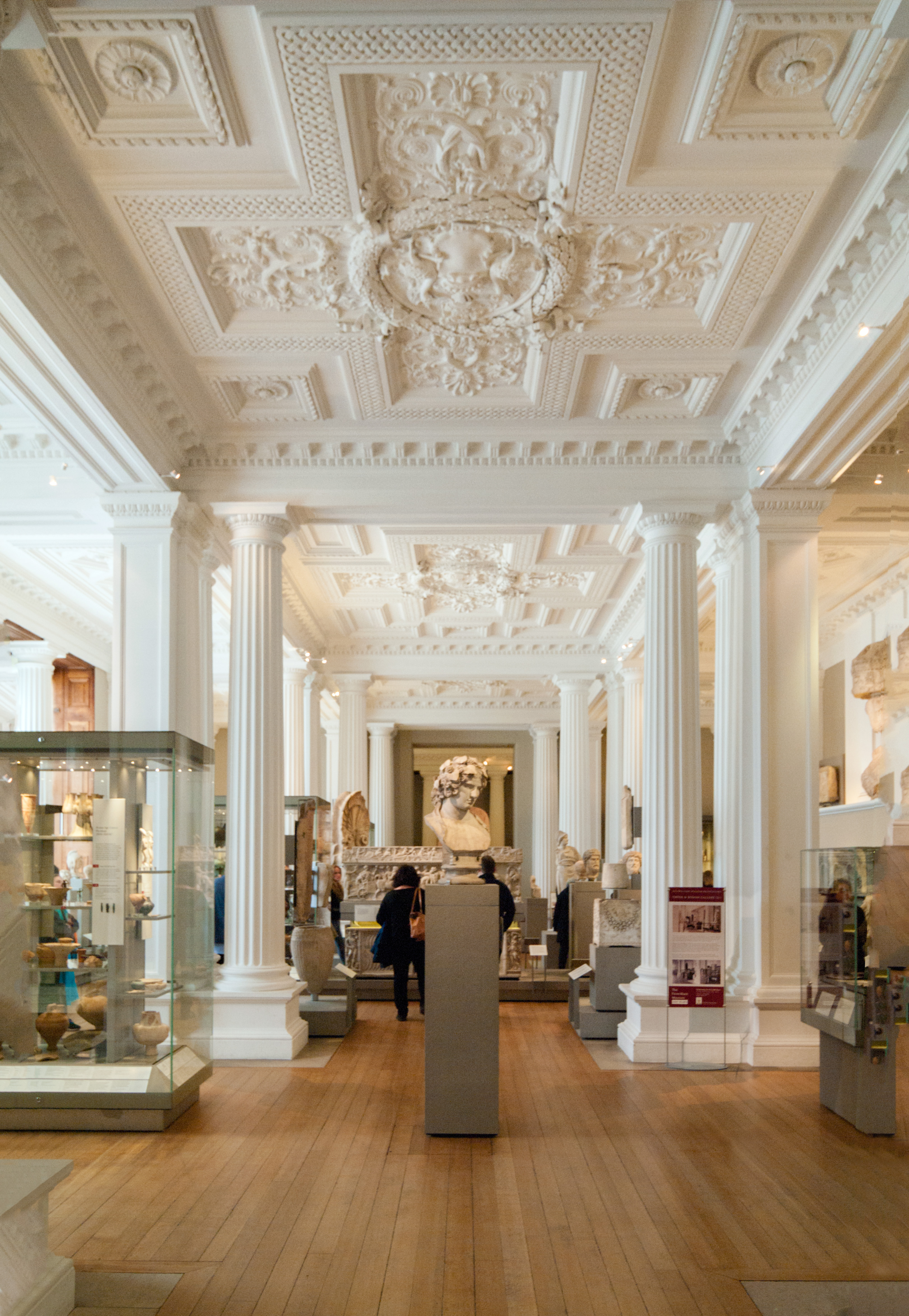
Interieur met borstbeeld van Antinoüs

Het Fitzwilliam Museum in Cambridge (Verenigd Koninkrijk) is het museum voor kunst en oudheden van de  Universiteit van Cambridge. Het werd in 1816 opgericht dankzij een legaat van de Ierse burggraaf Richard Fitzwilliam, die zijn boeken- en kunstverzameling aan de universiteit vermaakte samen met een som van £ 100.000 voor de bouw van een museum.
De collectie van de stichter omvatte 144 schilderijen, waaronder een Titiaan, een Veronese en een Rembrandt, een aantal etsen van Rembrandt, bijna 10.000 gedrukte boeken, een verzameling van manuscripten en partituren en 130 verluchte handschriften uit de middeleeuwen. Sindsdien werd de collectie regelmatig uitgebreid door giften en legaten.
Het museum werd in van augustus 2011 tot juli 2012 door 470.000 mensen bezocht en de toegang is gratis.

## Bouwgeschiedenis
Het gebouw werd ontworpen door George Basevi en voltooid onder de leiding van C.R. Cockerell. Het werd geopend in 1848. In 1847 werden de bouwwerkzaamheden stilgelegd omdat de nodige fondsen ontbraken. Het zou tot 1870 duren voor de bouw hervat werd onder leiding van Edward Middleton Barry. De toegangshal is zijn ontwerp en werd afgewerkt in 1875.
In 1912 was er nog een belangrijk legaat van Charles Brinsley Marlay met een collectie van 84 schilderijen en een som van  £ 80.000. Dankzij deze schenking werd een zuidelijke vleugel aan het gebouw toegevoegd, de zogenoemde Marlay Galleries. Die werden in 1931 uitgebreid dankzij het mecenaat van de familie Courtauld. Ook omstreeks 1912 werden ruimtes toegevoegd voor de manuscripten en de munten dankzij de schenkingen van W.N. McClean. In 1936 werden nog de Henderson Rooms en de Charrington Print Room toegevoegd. In 1955 werd de Graham Robertson Room toegevoegd waarin de tekeningen en aquarellen werden ondergebracht.

## Collecties
Het museum heeft vijf afdelingen:
1. Antieke voorwerpen
2. Toegepaste kunst
3. Munten en medailles
4. Handschriften en gedrukte boeken
5. Schilderijen, gravures en prenten.

### Antieke voorwerpen
De verzameling antieke voorwerpen omvat artefacten uit het oude Egypte en Soedan, het oude Griekenland, het oude Rome, Romeinse en Romeins-Egyptische kunst en kunst uit het oude Nabije Oosten. Een nieuwe galerij met Cypriotische kunst werd onlangs geopend. De Egyptische galerijen werden in 2006 heropend na een vernieuwing die twee jaar duurde en £ 1,5 miljoen kostte.

### Toegepaste kunst
In de afdeling toegepaste kunst worden ongeveer 20.000 sculpturen en objecten van decoratieve kunst bewaard afkomstig van Europa, het Midden-Oosten, India en het Verre Oosten

### Munten en medailles
In de verzameling munten en medailles zijn meer dan 190.000 stukken ondergebracht. Ze bevat munten uit alle delen van de wereld en uit alle tijden. De medailles gaan terug tot de renaissance, de periode waarin ze ontstonden. Het museum heeft ook een uitgebreide collectie van zowel burgerlijke als militaire eretekens. Ook een verzameling cameeën is in deze collectie ondergebracht.
De objecten uit deze verzameling worden niet apart tentoongesteld maar geïntegreerd in andere verzamelingen. Zo worden oude en moderne munten uit het Midden-Oosten getoond in de "Near East Gallery".

### Handschriften en gedrukte boeken
Het museum bezit een belangrijke boekenverzameling gaande van middeleeuwse handschriften tot moderne literaire autografen, van onder anderen Thomas Hardy en Virginia Woolf. Naast de briefwisseling van schrijvers en dichters vindt men ook de correspondentie van componisten en schilders terug in de verzameling. Het museum beschikt ook over een grote reeks partituren waaronder autografen van Georg Friedrich Händel en Benjamin Britten. Bekend is het Fitzwilliam Virginal Book, de omvangrijkste collectie met Engelse muziek voor klavecimbel (of virginaal) uit de late 16e en vroege 17e eeuw. Vermoedelijk werd het handschrift door de componist Francis Tregian (1574-1619) samengesteld.
Bij de middeleeuwse werken vindt men onder meer het Macclesfield Psalter, het eerste leesboek van Claude van Frankrijk, het Peterborough psalter en de Grandes Heures van Filips de Stoute

### Schilderijen, tekeningen en prenten
Naast een rijke collectie van werken van William Turner beschikt het museum over werken van veel andere grote meesters uit de schilderkunst.
- Er zijn werken van onder anderen Gerrit Dou, Frans Hals, Rembrandt, Salomon van Ruysdael en Jan Steen uit de Hollandse school en van later datum van Vincent van Gogh.
- Groot-Brittannië is vertegenwoordigd met William Blake, John Constable, Thomas Gainsborough en Joshua Reynolds.
- Uit Vlaanderen zijn er werken van Jan Brueghel de Oude, Pieter Bruegel de Oude, Frans Francken (II), Jan Mabuse, Peter Paul Rubens, David Teniers II en Antoon van Dyck.
- Franse werken zijn er van Eugène Delacroix, Edgar Degas, Paul Gauguin, Claude Monet, Camille Pissarro, Nicolas Poussin, Pierre-Auguste Renoir, Théodore Rousseau en Georges Seurat.
- Uit Duitsland zijn er twee werken van Hans Holbein de Jonge.
- Italië is bijzonder goed vertegenwoordigd met werken van Canaletto, Giambattista Pittoni, Bernardo Daddi, Domenichino, Duccio di Buoninsegna, Gentile da Fabriano, Guercino, Pietro Longhi, Lorenzo Lotto, Andrea Mantegna, Parmigianino, Palma Vecchio, Pietro Perugino, Raphael, Guido Reni, Sebastiano Ricci, Giulio Romano, Andrea Sacchi, Tintoretto, Titiaan, Giorgio Vasari en Paolo Veronese.

## Weblinks
- (en) Fitzwilliam Museum – website
- (en) The University of Cambridge: The Fitzwilliam Museum